# Tögrög
För andra betydelser, se Tögrög (olika betydelser).
Tögrög (mongoliska: төгрөг, även skrivet Tugrik) är den valuta som används i Mongoliet i Asien. Dess valutatecken är ₮ och valutakoden är MNT. 1 tögrög = 100 möngö / мөнгө.
Valutan infördes 1925 och ersatte den tidigare mongoliska dollarn som infördes 1921 och som i sin tur ersatte den kinesiska yuan. Ordet tögrög betyder "rund” och är en översättning av det kinesiska valutanamnet "yuan" med liknande betydelse.

## Användning
Valutan ges ut av mongoliska centralbanken Mongolbank (Монголбанк) som grundades 1925 och ersatte den tidigare en rysk-mongolisk föregångare, och har huvudkontoret i Ulan Bator.

## Valörer
- Mynt: 20, 50, 100, 200 och 500 tögrög
- Underenhet: används ej, tidigare möngö
- Sedlar: 1, 5, 10, 20, 50, 100, 500, 1000, 5000, 10 000 och 20 000 tögrög